# Thabo Nthethe
Thabo Nthethe (sinh ngày 3 tháng 10 năm 1984 ở Bloemfontein, Free State) là một hậu vệ bóng đá người Nam Phi hiện tại thi đấu cho câu lạc bộ Premier Soccer League Mamelodi Sundowns và Nam Phi. Anh từng là đội trưởng của Bloemfontein Celtic.

## Sự nghiệp quốc tế

### Bàn thắng quốc tế
Tỉ số và kết quả liệt kê bàn thắng của Nam Phi trước.
| # | Ngày                 | Địa điểm                                  | Đối thủ  | Tỉ số | Kết quả | Giải đấu |
| - | -------------------- | ----------------------------------------- | -------- | ----- | ------- | -------- |
| 1 | 15 tháng 11 năm 2013 | Sân vận động Quốc gia Somhlolo, Swaziland | Eswatini | 3–0   | 3–0     | Giao hữu |